# Salmijärvi (Gällivare socken, Lappland, 749273-171056)
Salmijärvi är en sjö i Gällivare kommun i Lappland och ingår i Kalixälvens huvudavrinningsområde. Sjön har en area på 0,669 kvadratkilometer och ligger 406,1 meter över havet.

## Delavrinningsområde
Salmijärvi ingår i det delavrinningsområde (749191-171112) som SMHI kallar för Utloppet av Salmijärvi. Medelhöjden är 423 meter över havet och ytan är 3,06 kvadratkilometer. Det finns inga avrinningsområden uppströms utan avrinningsområdet är högsta punkten. Vattendraget som avvattnar avrinningsområdet har biflödesordning 3, vilket innebär att vattnet flödar genom totalt 3 vattendrag innan det når havet efter 299 kilometer. Avrinningsområdet består mestadels av skog (78 procent). Avrinningsområdet har 0,67 kvadratkilometer vattenytor vilket ger det en sjöprocent på 21,8 procent.